# Les Garçons de la rue Paul (film)
Pour roman, voir Les Garçons de la rue Paul (roman).
Pour plus de détails, voir Fiche technique et Distribution.
Les Garçons de la rue Paul (A Pál utcai fiúk) est un film hongrois réalisé par Zoltán Fábri, sorti en 1969. Le film est tiré du roman du même nom de Ferenc Molnár (1906).

## Synopsis
L'action se déroule tout début XXe siècle (soit un peu plus tard que dans le roman original) et met en scène deux bandes de jeunes garçons : d'un côté les copains de classe de la rue Paul ; de l'autre les Chemises Rouges, plus costauds, menés par le terrible Feri Áts. Après que deux des membres des Chemises Rouges ont détroussé par la force le frêle Ernő Nemecsek de ses billes, ceux de la rue Paul élisent un chef, János Boka, qui décide que l'heure est venue d'en finir avec ces provocations et prépare un plan de bataille. Les Chemises Rouges, de leur côté, ont la ferme intention de s'approprier le terrain de jeux des garçons de la rue Paul (le "grund"). S'ensuivent des actes de trahison, des expéditions d'espionnage, au cours desquelles le petit Nemecsek - souvent la risée de ses camarades - démontre son courage et sa loyauté. La bataille se déroule finalement sur le "grund" avec forces sonneries de trompette, jets de boulets artisanaux et bagarres au corps à corps, sous les yeux des riverains admiratifs. 
La victoire est remportée par Boka et ses garçons. Malheureusement, l'histoire tourne au tragique car Nemecsek, après plusieurs bains forcés dans l'étang et un dernier acte de bravoure, meurt d'une pneumonie dans les bras de ses parents éplorés. Les deux camps lui rendent les honneurs et Boka accompagné de quelques uns des vainqueurs de la journée rentre la tête basse au "grund" quand il apprend par la bouche du gardien que ce terrain pour lequel ils ont combattu et pour lequel son ami est mort sera bientôt livré aux architectes qui doivent y construire une grande maison de quatre étages. Mais la vie reprend pour ceux de la rue Paul, au son du piano mécanique et des cahots des voitures à cheval.

## Fiche technique
- Titre : Les Garçons de la rue Paul
- Titre original : A Pál utcai fiúk
- Réalisation : Zoltán Fábri
- Scénario : Zoltán Fábri et Endre Bohem d'après le roman de Ferenc Molnár (1906)
- Production : Endre Bohem
- Musique : Emil Petrovics
- Pays d'origine : Hongrie
- Format : couleur (Eastmancolor) - 2.35:1 - 35 mm - son : mono
- Genre : drame pour la jeunesse
- Durée : 104 min
- Date de sortie : 3 avril 1969

## Distribution
- Mari Törőcsik : la mère de Nemecsek
- Sándor Pécsi : le maître d'école
- László Kozák : Janó
- Anthony Kemp : Nemecsek Ernő
- John Moulder-Brown : Geréb
- William Burleigh : Boka
- Robert Efford : Csónakos
- Mark Colleano : Csele
- Gary O'Brien : Weisz
- Martin Beaumont : Kolnay
- Paul Bartlett : Barabás
- Earl Younger : Leszik